# Félelmetes-tó
A Félelmetes-tó (bolgárul: Страшното езеро) egy tó a bulgáriai Rila-hegységben, 2465 méter tengerszint feletti magasságban.
A tó szélessége 200 méter, hosszúsága 75 méter, legnagyobb mélysége 2 méter. Kifolyása északi irányban van a Felső-Preka folyó völgyébe. A tó a Popova kapa- és a Kupenite-csúcsok tövébe van beékelődve, a kiugró sziklafalak figyelemre méltó akusztikát hoznak létre, amely viharok mennydörgését visszhangként erősíti fel. 

## Fordítás
Ez a szócikk részben vagy egészben  a(z)   Страшното езеро című bolgár Wikipédia-szócikk ezen változatának fordításán alapul.  Az eredeti cikk szerkesztőit annak laptörténete sorolja fel. Ez a jelzés csupán a megfogalmazás eredetét és a szerzői jogokat jelzi, nem szolgál a cikkben szereplő információk forrásmegjelöléseként.